# Liste der denkmalgeschützten Objekte in Spital am Pyhrn
Die Liste der denkmalgeschützten Objekte in Spital am Pyhrn enthält die 25 denkmalgeschützten, unbeweglichen Objekte der Gemeinde Spital am Pyhrn im Bezirk Kirchdorf (Oberösterreich).

## Denkmäler
| Foto |                 | Denkmal                                                                                        | Standort                                                                          | Beschreibung | Metadaten |
| ---- | --------------- | ---------------------------------------------------------------------------------------------- | --------------------------------------------------------------------------------- | --- | --- |
| BW   | Datei hochladen | Neuzeitliche Schanze Hassegg HERIS-ID: 112972 Objekt-ID: 131197seit 2018                       | B 138 Standort KG: Spital am Pyhrn                                                | Das Erdwerk der gut erhaltenen Sternschanze befindet sich auf der Flur Hassegg, oberhalb des Forsthauses; die Schanze liegt unmittelbar an der Landesgrenze von OÖ. zur Steiermark. Um 1593 als Schanz im Hacks-Egg erwähnt. | BDA-Hist.: Q105646850 Status: Bescheid Stand der BDA-Liste: 2025-06-30 Name: Neuzeitliche Schanze Hassegg GstNr.: 918, 921/3                                                                       |
| ja   | Datei hochladen | Wohnhaus, Unterfahrenberg HERIS-ID: 87885 Objekt-ID: 102340                                    | Oberweng 106 Standort KG: Fahrenberg                                              | | BDA-Hist.: Q37722774 Status: § 2a Stand der BDA-Liste: 2025-06-30 Name: Wohnhaus, Unterfahrenberg GstNr.: 371 Wohnhaus, Unterfahrenberg, Spital am Pyhrn                                           |
| ja   | Datei hochladen | Bauernhof Oberfahrenberg (nur Wohngebäude) HERIS-ID: 87884 Objekt-ID: 102339                   | Oberweng 107 Standort KG: Fahrenberg                                              | | BDA-Hist.: Q37722726 Status: § 2a Stand der BDA-Liste: 2025-06-30 Name: Bauernhof Oberfahrenberg (nur Wohngebäude) GstNr.: 17 Bauernhof Oberfahrenberg 107, Spital am Pyhrn                        |
| ja   | Datei hochladen | Herrenhaus, Schmied in der Au HERIS-ID: 44805 Objekt-ID: 45665                                 | Gleinkerau 11 Standort KG: Gleinkerau                                             | | BDA-Hist.: Q38010900 Status: Bescheid Stand der BDA-Liste: 2025-06-30 Name: Herrenhaus, Schmied in der Au GstNr.: .2/2 Herrenhaus (Auhof)                                                          |
| ja   | Datei hochladen | Felszeichnungen in der „Höll“ HERIS-ID: 38537 Objekt-ID: 38119                                 | Höll Standort KG: Gleinkerau                                                      | Die „Höll“ ist ein Felssturzgebiet und liegt auf einer Höhe von rund 1300 m zwischen den steil abfallenden Wänden des Stubwieswipfels und des Schwarzecks. 1957 wurden Ritzungen an einigen Felssturzblöcken gefunden, 1958 fand eine erste wissenschaftliche Begehung statt. Insgesamt befinden sich in der Talsenke 13 Bildfelsen, sowie weitere an den begrenzenden Hängen. Der Durchkriechstein ist einer der markantesten Felsen mit Ritzzeichen. Die „Höll“ ist eines der bedeutendsten Felsbildvorkommen Österreichs. Die Felsbildstation „Höll“ erstreckt sich über die beiden Katastralgemeinden Spital am Pyhrn und Gleinkerau.     | BDA-Hist.: Q37981831 Status: Bescheid Stand der BDA-Liste: 2025-06-30 Name: Felszeichnungen in der „Höll“ GstNr.: 1847 Felsbildstation Höll                                                        |
| ja   | Datei hochladen | Reitbauern-Kapelle HERIS-ID: 87862 Objekt-ID: 102316                                           | bei Seebach 76 Standort KG: Gleinkerau                                            | | BDA-Hist.: Q37722603 Status: § 2a Stand der BDA-Liste: 2025-06-30 Name: Reitbauern-Kapelle GstNr.: .103/2                                                                                          |
| ja   | Datei hochladen | Sensenschmiede auf der Schröckenherberg, Hirzenberg HERIS-ID: 44589 Objekt-ID: 45414           | Austraße 44 Standort KG: Spital am Pyhrn                                          | | BDA-Hist.: Q38010185 Status: Bescheid Stand der BDA-Liste: 2025-06-30 Name: Sensenschmiede auf der Schröckenherberg, Hirzenberg GstNr.: .29/1 Sensenschmiede auf der Schröckerherberg              |
| ja   | Datei hochladen | Mariensäule HERIS-ID: 87859 Objekt-ID: 102313seit 2012                                         | bei Austraße 44 Standort KG: Spital am Pyhrn                                      | | BDA-Hist.: Q37722474 Status: Bescheid Stand der BDA-Liste: 2025-06-30 Name: Mariensäule GstNr.: 1137 Mariensäule (Schröckerherberg)                                                                |
| ja   | Datei hochladen | Aufnahmsgebäude Spital am Pyhrn mit Toilettenhäuschen HERIS-ID: 23037 Objekt-ID: 19384         | Bahnhofstraße 2 Standort KG: Spital am Pyhrn                                      | | BDA-Hist.: Q37873992 Status: Bescheid Stand der BDA-Liste: 2025-06-30 Name: Aufnahmsgebäude Spital am Pyhrn mit Toilettenhäuschen GstNr.: .322, .321 Aufnahmsgebäude Bahnhof Spital am Pyhrn       |
| ja   | Datei hochladen | Bildstock, sog. Kastensäule beim Hotz am Pyhrn HERIS-ID: 87860 Objekt-ID: 102314               | bei Pyhrn 23 Standort KG: Spital am Pyhrn                                         | | BDA-Hist.: Q37722533 Status: § 2a Stand der BDA-Liste: 2025-06-30 Name: Bildstock, sog. Kastensäule beim Hotz am Pyhrn GstNr.: 95/5 Kastensäule, Spital am Pyhrn                                   |
| ja   | Datei hochladen | Pflegerturm HERIS-ID: 38540 Objekt-ID: 38122                                                   | Pyhrn 29 Standort KG: Spital am Pyhrn                                             | Der dreigeschoßige Wohnturm, im 15. Jahrhundert vom Stift Spital am Pyhrn als Klause gebaut, wurde 1677 veräußert und ist jetzt ein Wohngebäude. | BDA-Hist.: Q15116981 Status: Bescheid Stand der BDA-Liste: 2025-06-30 Name: Pflegerturm GstNr.: .204                                                                                               |
| ja   | Datei hochladen | Kath. Filialkirche hl. Leonhard mit Friedhof HERIS-ID: 52564 Objekt-ID: 59718                  | neben Pyhrnstraße 44 Standort KG: Spital am Pyhrn                                 | | BDA-Hist.: Q38052419 Status: § 2a Stand der BDA-Liste: 2025-06-30 Name: Kath. Filialkirche hl. Leonhard mit Friedhof GstNr.: .165, 135/2 Filialkirche Hl. Leonhard (Spital am Pyhrn)               |
| ja   | Datei hochladen | Bosrucktunnel-Nordportal HERIS-ID: 59167 Objekt-ID: 70190                                      | Spital am Pyhrn 292 Standort KG: Spital am Pyhrn                                  | Das Portal ist Teil des Bosruck-Eisenbahntunnels der Pyhrnbahn von Linz nach Selzthal. Die Quader für beide Portale sind aus dolomitischem Kalkstein und stammen aus einem Steinbruch an der Nordseite des Tunnels. Das Südportal liegt in Ardning. | BDA-Hist.: Q38086152 Status: Bescheid Stand der BDA-Liste: 2025-06-30 Name: Bosrucktunnel-Nordportal GstNr.: 1221/2                                                                                |
| ja   | Datei hochladen | Anlage ehem. Stift Spital am Pyhrn HERIS-ID: 98218 Objekt-ID: 114117                           | Stiftsplatz 2 Standort KG: Spital am Pyhrn                                        | Das Stift beherbergt Intarsien, Schnitzarbeiten und gotische Holzplastiken. Bedeutende Künstler des österreichischen Barock schufen dieses Gesamtkunstwerk. Im Stiftsgebäude ist außerdem ein Felsbildermuseum untergebracht. | BDA-Hist.: Q1804389 Status: § 2a Stand der BDA-Liste: 2025-06-30 Name: Anlage ehem. Stift Spital am Pyhrn GstNr.: .3/1, .3/2, .1, .2/1, 311/2, 1130/4, .2/3, 308, 309 Former Stift Spital am Pyhrn |
| ja   | Datei hochladen | Dreifaltigkeitssäule HERIS-ID: 38536 Objekt-ID: 38118                                          | vor Stiftsplatz 2 Standort KG: Spital am Pyhrn                                    | Die große Säule mit der Dreifaltigkeitsgruppe und den Engeln wurde 1771 von Veit Königer geschaffen. 1997, nach einer umfassenden Restaurierung, wurde die Säule wieder vor der Stiftskirche aufgestellt. Sie steht nun etwas näher an der Kirche und blickt auf den Ort, statt wie vorher auf den Kircheneingang. | BDA-Hist.: Q37981820 Status: § 2a Stand der BDA-Liste: 2025-06-30 Name: Dreifaltigkeitssäule GstNr.: .1 Dreifaltigkeitssäule Spital am Pyhrn                                                       |
| ja   | Datei hochladen | Hofschmiedewerkstätte, altes Hofschmiedhaus, ehem. Herrenhaus HERIS-ID: 45989 Objekt-ID: 47590 | Weinmeisterstraße 1 Standort KG: Spital am Pyhrn                                  | Die Schmiede ist um 1300 entstanden und diente bis 1808 als Hofschmiede des Stiftes. Nach der Auflösung des Stiftes bestand sie als eigenständiger Gewerbebetrieb bis in die Mitte des 20. Jahrhunderts. | BDA-Hist.: Q38018468 Status: Bescheid Stand der BDA-Liste: 2025-06-30 Name: Hofschmiedewerkstätte, altes Hofschmiedhaus, ehem. Herrenhaus GstNr.: 306                                              |
| ja   | Datei hochladen | Schmiede, Wohn- und Wirtschaftstrakt HERIS-ID: 45988 Objekt-ID: 47589                          | Weinmeisterstraße 4 Standort KG: Spital am Pyhrn                                  | Wirtschafts- und Wohngebäude der Hofschmiede | BDA-Hist.: Q38018459 Status: Bescheid Stand der BDA-Liste: 2025-06-30 Name: Schmiede, Wohn- und Wirtschaftstrakt GstNr.: .131/1                                                                    |
| ja   | Datei hochladen | Essengebäude HERIS-ID: 87821 Objekt-ID: 102263                                                 | Weinmeisterstraße 4 (am Gebäude jedoch Hausnummer 6) Standort KG: Spital am Pyhrn | Im Essenhaus der Hofschmiede arbeiteten vier Schmiedegesellen und ihr Lehrling an drei Essen im Erdgeschoß und einer weiteren im 1. Stock. Anlässlich der Landesausstellung „Land der Hämmer – Heimat Eisenwurzen“ 1998 wurde das Essenhaus restauriert und der Öffentlichkeit zugänglich gemacht. Schauschmieden in den Sommermonaten. Mit Wasserrad mit Fluder. | BDA-Hist.: Q37722188 Status: Bescheid Stand der BDA-Liste: 2025-06-30 Name: Essengebäude GstNr.: .131/1 Lindemayrschmiede (Spital am Pyhrn)                                                        |
| ja   | Datei hochladen | Kufenschmiede HERIS-ID: 87822 Objekt-ID: 102264                                                | Weinmeisterstraße 4 Standort KG: Spital am Pyhrn                                  | Ein weiteres Betriebs- bzw. Nebengebäude der Hofschmiede, im Dachgeschoß wurde die Holzkohle für die Essen gelagert. | BDA-Hist.: Q37722246 Status: Bescheid Stand der BDA-Liste: 2025-06-30 Name: Kufenschmiede GstNr.: .131/1                                                                                           |
| ja   | Datei hochladen | Schmiedehammer, Herrenhaus, Lindenhof HERIS-ID: 38539 Objekt-ID: 38121                         | Weinmeisterstraße 28 Standort KG: Spital am Pyhrn                                 | | BDA-Hist.: Q37981861 Status: Bescheid Stand der BDA-Liste: 2025-06-30 Name: Schmiedehammer, Herrenhaus, Lindenhof GstNr.: .106/1 Neues Herrenhaus (Vorderer Hasenberg)                             |
| ja   | Datei hochladen | Weinmeister-Kapelle, Lindenhof-Kapelle HERIS-ID: 41659 Objekt-ID: 42207                        | bei Weinmeisterstraße 32 Standort KG: Spital am Pyhrn                             | Die Weinmeisterkapelle wurde 1813 vom Sensengewerken Gottlieb Weinmeister zum Andenken an seine jung verstorbene Ehefrau Zäzilia, geb. Zeitlinger errichtet. Die Kapelle diente seither der Familie Weinmeister als Familienkapelle. Gutes Abschlussgitter aus der „Hofschmiede“ des Mathias Lindemayr. Renovierung der Kapelle 1986. Anmerkung: GstNr. lt. BDA 243/1 nicht existent und nicht mehr zutreffend, die Kapelle wurde an eine neue Position auf GstNr. 271/1 versetzt. | BDA-Hist.: Q38002078 Status: Bescheid Stand der BDA-Liste: 2025-06-30 Name: Weinmeister-Kapelle, Lindenhof-Kapelle GstNr.: 271/1 Weinmeister-Kapelle                                               |
| ja   | Datei hochladen | Bildstock HERIS-ID: 87863 Objekt-ID: 102317                                                    | Standort KG: Spital am Pyhrn                                                      | | BDA-Hist.: Q37722625 Status: § 2a Stand der BDA-Liste: 2025-06-30 Name: Bildstock GstNr.: 1128 |
| ja   | Datei hochladen | Ochsenwald-Kapelle HERIS-ID: 87865 Objekt-ID: 102319                                           | Grünau 30 Standort KG: Spital am Pyhrn                                            | Die Ochsenwaldkapelle wurde 1708 vom Sensengewerken Balthasar Hierzenberger zum Andenken an seine verstorbene Ehefrau Maria errichtet. Die Marienkapelle befindet sich auf einer Seehöhe von etwa 1130 m und ist zu Fuß vom Ende der Dr.-Vogelgesang-Klamm in ca. 20-30 Minuten erreichbar. Nach dem Brand von Windischgarsten 1728 gelobten die Bürger des Marktes eine jährliche Wallfahrt zur Muttergottes in der Wallfahrtskirche Frauenberg an der Enns. Auf dem Weg von Windischgarsten über den Arlingsattel (1425 m) zur Wallfahrtskirche wurden sieben Kapellen, darunter die Ochsenwaldkapelle, als Bet- und Raststellen errichtet. | BDA-Hist.: Q37722643 Status: § 2a Stand der BDA-Liste: 2025-06-30 Name: Ochsenwald-Kapelle GstNr.: 890/1 Ochsenwald-Kapelle                                                                        |
| ja   | Datei hochladen | Bildstock zu den drei Kaisern HERIS-ID: 87861 Objekt-ID: 102315                                | Standort KG: Spital am Pyhrn                                                      | Blockbildpfeiler, Schaft mit quadratischem Querschnitt und Entasis, oben ein Quader aus Spitaler Marmor, an drei Seiten mit gusseisernen Medaillons versehen: Kaiser Franz I. (Österreich) bzw. Franz II. an der Straßenseite, an der oberösterreichischen Seite Leopold III., an der steirischen Seite Josef der Nährvater (die jeweiligen Landespatrone), errichtet etwa 1815, restauriert 2007. Erinnert an die Befreiung Österreichs von französischen Truppen die 1809 über den Pyhrnpass zogen. Der Bildstock wird fälschlicherweise auch in Spital am Pyhrn geführt, er liegt jedoch schon in der Steiermark.                          | BDA-Hist.: Q37722581 Status: § 2a Stand der BDA-Liste: 2025-06-30 Name: Bildstock zu den drei Kaisern GstNr.: 909/6                                                                                |
| ja   | Datei hochladen | Felszeichnungen in der „Höll“ HERIS-ID: 38538 Objekt-ID: 38120                                 | Flur Höll Standort KG: Spital am Pyhrn                                            | Die Felsbildstation „Höll“ erstreckt sich über die beiden Katastralgemeinden Spital am Pyhrn und Gleinkerau (siehe dort). | BDA-Hist.: Q64512756 Status: Bescheid Stand der BDA-Liste: 2025-06-30 Name: Felszeichnungen in der „Höll“ GstNr.: 1105, 1106, 1110/1 Felsbildstation Höll                                          |

## Ehemalige Denkmäler
| Foto |                 | Denkmal                                                 | Standort                              | Beschreibung                            | Metadaten |
| ---- | --------------- | ------------------------------------------------------- | ------------------------------------- | --------------------------------------- | --- |
| ja   | Datei hochladen | Bauer am Pyhrn (nur Wohnhaus) Objekt-ID: 102257bis 2011 | Pyhrn 23 Standort KG: Spital am Pyhrn | Anmerkung: Das Objekt wurde abgetragen. | BDA-Hist.: Q106685859 Status: § 2a Stand der BDA-Liste: 2011-05-30 Name: Bauer am Pyhrn (nur Wohnhaus) GstNr.: .197/1 |